# 後頭葉
後頭葉（こうとうよう、英語: occipital lobe）は大脳葉のひとつで大脳半球の最尾側にある。哺乳類では視覚形成の中心であり、視覚野の解剖学的領域の大部分が後頭葉にある。一次視覚野はブロードマンの脳地図の第17野にあり、一般にV1と呼ばれる。ヒトのV1は後頭葉内側、鳥距溝よりも内側にあり、V1全体の拡がりはふつう後頭葉の後極まで続いている。この部分は髄鞘の大きな縞が目立つため、V1を線条皮質（striate cortex、有線皮質とも）とも呼ぶ。これに対してV1の外側に拡がる視覚情報が伝わる領域は、有線外皮質（extrastriate cortex、有線領外皮質とも）と呼ばれるV1よりも高次の視覚野領域である。有線外皮質には多くの領域があり、視空間形成や色識別、運動把握といったさまざまな視覚形成の作業に特化している。

## 解剖

動画。赤色で示す部分が左半球の後頭葉。右半球は内側面を見せるため透明にしてある。

ヒトの大脳において、後頭葉は4つの大脳葉の中で最も小さく、頭蓋内で最も後方に位置する。後頭葉は大脳と小脳の間を仕切る硬膜である小脳テントに接している。また正中で大脳縦裂によって左右それぞれの大脳半球に分かれている。前方には頭頂後頭溝があり、これを境に頭頂葉と接している。側面では後頭葉と側頭葉の境界はあいまいであり、外側後頭溝によって区切られた外側後頭回がいくつかに分かれていて、そのあたりを境界とする（脳回と脳溝についてはそれぞれの項目を参照）。
後頭葉の内側面（大脳半球どうしが接する面）では、後頭葉の下縁には鳥距溝というはっきりした深い溝がある
。この鳥距溝の上方を楔部（鳥距溝と頭頂後頭溝に囲まれ、楔状に見えることから命名）、下方を舌状回という（舌状回は前方に伸びて海馬傍回に移行する）。

## 機能
後頭葉は視覚や色彩の認識をつかさどる機能を持っている。網膜からの感覚刺激は視神経を通って視床の外側膝状体に入り、そこから大脳半球内部の視放線を通って後頭葉の一次視覚野に送られる。視神経には途中に視交叉と呼ばれる神経の交叉部があり、そこで左右からくる視神経の半数は反対側に交叉し、残りは同側に向かう。そのため、視覚野にもたらされる視覚情報は、同側の網膜の外側からのものと、反対側の網膜の内側からのものがある。ただし情報の内容は、どちらも全視野のうち反対側の半分（右視覚野へは視野の左半分、左へはその逆）となる。
後頭葉後部の皮質の神経細胞は、網膜上に映る視空間が再現されるように配列している。網膜が強いパターン刺激にさらされると、それと同じパターンが皮質上に応答することが、脳機能イメージングで明らかにされている。もし一方の後頭葉が傷害されると、どちらの目で見ても視界が左右の半分だけ（傷害された側と反対の側が）欠損してしまう同名半盲という症状が起きる。頭頂葉・側頭葉・後頭葉の連合野（より高次の機能を有する領域のこと）に病変があると、色彩失認、運動失認、失書といった症状が現れることがある。また後頭葉は、聴覚にも関与していることが示されている。

## 機能解剖
後頭葉はさらにいくつかの機能的視覚野に分類することができる。それぞれの視覚野ごとに、全視野（すべての
視界の情報）が保持されている。一次視覚野（線条皮質）には目立った縞模様があるが、それ以外の領野には解
剖学的にはっきりした指標となるものはない。しかし生理学者たちの電極記録によって、後頭葉の皮質は異なる
機能を持った領野に分類されている。
最初の機能的領域は一次視覚野である。この領域では、局所性（対象の視野中における大きさ）、方向選択性（
対象の向き）、空間周波数（対象となる模様の明るさが変化する空間的頻度、縞模様の間隔の混み具合）および色彩に関して小さな受容野（対象に反応できる角度）を持った低次の情報を感知する。この一次視覚野から、側頭葉に向けて腹側皮質視覚路が伸び、後頭葉内ではV2野、V4野の領野が続く。また頭頂葉に向けては背側皮質視覚路が伸び、後頭葉内ではMT野およびDP野がある。

## 参考画像

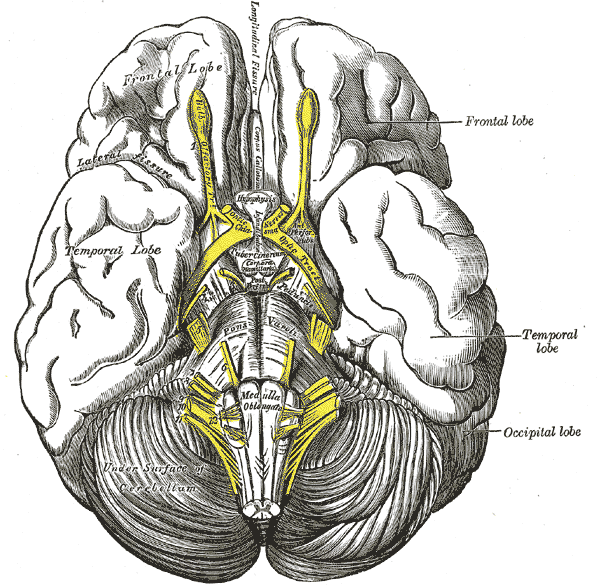
脳を下から見た図。後頭葉は小脳で隠れてほとんど見えない。
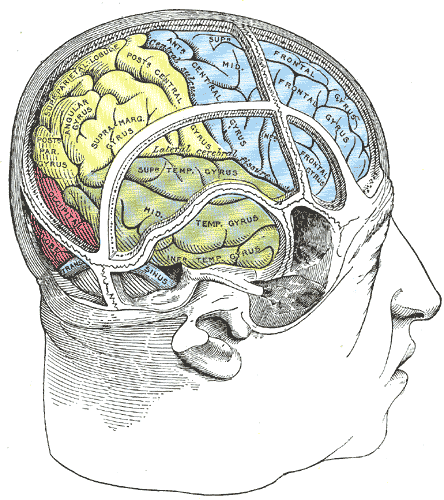
大脳と頭蓋骨の関係を描いた図。赤い所が後頭葉。
三次元像。後頭葉は青で描かれている